# Миссия Франции
Миссия Франции (лат.  Praelatura Territorialis Missionis Galliae seu Pontiniacensis, фр. Mission de France) — территориальная прелатура Римско-католической церкви с центром в городе Понтиньи, Франция. Территориальная прелатура Миссия Франции в Понтиньи не имеет своих территориальных границ и объединяет священнослужителей и мирян, объединённых целью проповедовать католицизм. Территориальная прелатура Миссия Франции в Понтиньи входит в митрополию Дижона. Кафедральным собором территориальной прелатуры Миссия Франции в Понтиньи является церковь Успения Пресвятой Девы Марии, которая располагается на территории аббатства Понтиньи.

## История
Католическое движение Mission de France было создано в 1941 году французским кардиналом Эммануэлем-Селестином Сюаром. В это католическое движение вступали католические священники и миряне, желавшие проповедовать католицизм среди неверующих французов.
15 августа 1954 года Римский папа Пий XII выпустил буллу Omnium ecclesiarum, которой придал католическому движению Mission de France статус церковной административной структуры под названием «Территориальная прелатура Миссия Франции».
С 1996 года управление территориальной прелатуры Миссия Франции было возложено на архиепископов Санса.

## Ординарии территориальной прелатуры
- кардинал Ашиль Льенар (13.11.1954 — 30.11.1964);
- кардинал Франсуа Марти (19.03.1965 — 15.07.1968);
- священник Анри Гюффле (15.07.1968 — 22.02.1973);
- священник Андре Гюстав Боссюит (3.04.1974 — 30.07.1974);
- кардинал Франсуа Марти (6.05.1975 — 25.11.1975);
- кардинал Роже Эчегерай (25.11.1975 — 23.04.1982);
- кардинал Альбер Декуртрэ (23.04.1982 — 1.10.1988);
- священник Андре Жан Рене Лакрамп (1.10.1988 — 5.01.1995) — назначен епископом Аяччо;
- архиепископ Жорж Эдмон Робер Жильсон (2.08.1996 — 31.12.2004);
- архиепископ Ив Франсуа Патенотр (31.12.2004 — 5.03.2015, в отставке);
- архиепископ Эрве-Жан-Робер Жиро (5.03.2015 — 21.05.2025);
- епископ Dominique Blanchet (21.05.2025 — по настоящее время).

## Источник
- Annuario Pontificio, Libreria Editrice Vaticana, Città del Vaticano, 2003, ISBN 88-209-7422-3
- Булла Omnium ecclesiarum  (лат.)